# Ricardo, Miriam y Fidel
Ricardo, Miriam y Fidel, realizado en 1997, es el primer largometraje documental del realizador suizo Christian Frei. La película retrata a Miriam Martínez y a su padre Ricardo Martínez, un hombre comprometido con el proceso revolucionario en Cuba. Tanto padre como hija se encuentran atrapados entre dos dilemas; ella el de emigrar hacia los Estados Unidos, y él el de los ideales de la revolución cubana. El film fue estrenado en el Festival de Filme Documental Visions du Réel de Nyon, Suiza, en 1997.

## Contenido
Ricardo, Miriam y Fidel es una crónica de dos destinos diferentes, y también un relato acerca de la pérdida de las utopías y de la lucha ideológica en Cuba. Miriam Martínez desea como muchos cubanos emigrar hacia los Estados Unidos, pero ser hija de un revolucionario como Ricardo Martínez hace su decisión especialmente difícil. En los años cincuenta Ricardo había abandonado su prometedora carrera de periodista radial para unirse a los rebeldes de Fidel Castro en la Sierra Maestra. Ya en las montañas fundó la radio pirata Radio Rebelde bajo las órdenes de Che Guevara, que luego llegó a convertirse en el instrumento de información más importante del movimiento revolucionario. El documental Ricardo, Miriam y Fidel muestra imágenes históricas de aquel tiempo y paralelamente traza una suerte de parábola hasta el presente de Miriam, que como muchos en la Cuba de los noventa, se informa sobre la realidad del país a través de Radio y Televisión Martí. Radio Martí transmite hacia Cuba como parte del Servicio de Radio y Televisión Internacional de los Estados Unidos conocido como «Voice of America». De este modo el filme también narra un fragmento de la historia de los medios de comunicación. Según el International Broadcasting Bureau, Radio Martí es la emisora más exitosa de la historia radial. Pocos meses después de comenzar sus transmisiones hacia Cuba en 1985, la emisora alcanzó cuotas de audiencia que sobrepasaban el 80%. En el documental toma la palabra también el historiador Rolando E. Bonachea. Ricardo, Miriam y Fidel muestra la ambivalencia en los sentimientos de un padre y de una hija. La realidad ha convertido a aquel otrora combatiente comprometido con la revolución en un jubilado desilusionado. Su hija Miriam, a pesar de haber llegado al país de sus sueños, no parece ser precisamente una persona feliz. La despedida entre padre e hija ha sido para siempre, porque la hija nunca podrá regresar a Cuba.

## Críticas
«La dimensión humana dentro del conflicto político hace de Ricardo, Miriam y Fidel un filme magistral, que muestra cómo dos caras diferentes pueden ser parte de la misma moneda.»
Visions du Réel

«En la búsqueda de la objetividad Christian Frei muestra contradicciones y paradojas, evitando tomar partido por una u otra posición. (...) Esto lo logra a través de un relato y una estética minuciosas (desde la calidad de la fotografía hasta el uso discreto de la música), que acentúan el propósito de universalidad de esta película.»
Norbert Creutz – Director’s Portrait Swiss Films

«Mediante el ejemplo impactante de una relación padre-hija se hace palpable el desgarramiento incurable de la Cuba de hoy.»
Christoph Egger – Neue Zürcher Zeitung

«La despedida es el epicentro de esta película tan abundante en momentos emocionales como en información, y que de manera excelente junta esta relación personal con pinceladas de la historia mediática cubano-americana.»
Basler Zeitung

## Reconocimientos
- Basic Trust International Human Rights Film Festival Ramallah - Tel Aviv 2000: Ganadora Premio del público
- Internationales Dokumentarfilm Festival DOK. München 1998: Concurso
- Filmfestival Max Ophüls Preis Saarbrücken 1998: Sección «Perspektiven des jungen Films»
- Solothurner Filmtage 1998: Filme de inauguración
- International Documentary Film Festival Amsterdam IDFA 1997: Sección «Reflecting Images»
- Muestra Internacional de Cine de São Paulo 1997: Sección «Competicao Novos Diretores»
- Festival Internacional de Cine de San Sebastián 1997: Sección «Made in Spanish»
- Human Rights Watch International Film Festival, New York City 1997
- Chicago Latino Film Festival 1997
- Visions du Réel Nyon 1997: Concurso

## Literatura
- Norbert Creutz: «Ricardo, Miriam y Fidel: La tectónica de lo humano», GEO Edition Dokumentarfilme Christian Frei Colletion, Ed. Warner Home Video Suiza 2007, 28-35 (PDF).